# Martellago
Martellago (velenceiül Marteago) település Olaszországban, Veneto régióban, Velence megyében. Lakosainak száma 21 108 fő (2023. január 1.). Martellago Mirano, Salzano, Scorze, Spinea és Velence községekkel határos.

## Népesség
A település népességének változása:
| Lakosok száma | 21 480 | 21 502 | 21 108 |
|               | 2017   | 2018   | 2023   |